# Тюлери (окръг)
Тюлери (на английски: Tulare, звуков файл и буквени символи за произношение ) е окръг в Калифорния. Окръжният му център е град Вайселия. Окръг Тюлери се намира в Централната калифорнийска долина.

## География
Тюлери е с обща площ от 12 533 кв.км. (4839 кв.мили).

## Население
Окръг Тюлери е с население от 368 021 души. (2000)

## Градове
- Вайселия
- Портървил
- Тюлери
- Удлейк
- Фармърсвил